# 海市
『海市』（かいし）は、福永武彦の長編小説。1968年（昭和43年）、「純文学書下ろし特別作品」の一冊として新潮社より刊行された。文庫版は新潮文庫で刊行されていた。中年の画家と謎めいた若い人妻との恋愛を、主人公や他の登場人物の視点の断片をモンタージュのように挿入しながら描く。題名は蜃気楼を意味している。

## あらすじ
作品は「第一部」「第二部」「間奏曲」「第三部」により構成される。エピグラフとして『三齊紀略』と、蘇軾の七言律詩『登州海市』の一部「東方海雲空復空／群仙出沒空明中／蕩搖浮世生萬象／豈有貝闕藏珠宮／心知所見皆幻影」が引用されている。
画家の澁太吉は、蜃気楼を見に南伊豆の左浦へ出かける。そこで澁は一人の女性と出会い、数日間を共にする中で深い幸福感を得る。しかし、彼女は「安見子」という名前だけを告げ、何も言わずに去って行ってしまった。旅行を終えて帰ってきた澁は、奇跡的に安見子と再会するが、彼女は古くからの親友の妻であったことが判明する。
親友の妻と知っていても尚、澁は安見子への愛情を捨てられずに密会を続け、安見子のほうでも交渉を終わりにしたいと思いつつ、愛を諦められずにいた。やがて澁は安見子に創造の炎をかき立てられ、陥っていたスランプからも脱却する。
やがて澁は、かねてより別居中であった妻との離婚をも決意する。しかし澁には、かつて別の女性と心中の約束をしながらも裏切った記憶が、今も罪の意識として残っていた。安見子もかつて三角関係があった末に今の夫を選んだのであり、選んだ以上は取り返しがつかないとして、澁と別れようとする。そしてある日突然家出をし、家に戻った後に夫に澁との関係を告白する。澁は、その後再び家を出た安見子と会う約束をするが、息子が腸閉塞で入院して手術を受けることとなり、その約束を破らざるを得なかった。安見子は一人で、最初に澁と出会った左浦へ旅立ち、旅館からの電話で澁を非難することなく、別れの言葉を告げる。最初に澁と出会った断崖が、彼女の選んだ死場所だった。

## 登場人物

### 主要人物
- 澁 太吉（しぶ たきち） - 40歳になる抽象画家。姑（澁の母）との折り合いが悪く別居中の妻と、小学生の息子がいる[11]。20歳、30歳、40歳で3人の女を愛したが[9]、ふさちゃんを裏切り、弓子を幸せにできず、安見子との約束をも破る結果に終わった[12]。
- 古賀 安見子（こが やすみこ） - 古賀の妻。かつて野々宮という青年に愛されたこともあったが、彼を振り捨てて古賀と結婚した[13]。名前は『万葉集』の短歌に由来する[3][注 2]。
- 古賀 信介（こが しんすけ） - 大学教授。澁の旧友で、安見子の夫[14]。戦時中に澁がふさちゃんと心中しようとした際、「芸術家としての使命」を自覚させて思い留まらせた[15]。
- 澁 弓子（しぶ ゆみこ） - 澁の妻。かつては画家の菱沼を愛していたが、10年前に彼が渡仏した後に澁の熱心な申し出を受け入れて結婚し、息子の太平をもうける。しかし姑との折り合いが悪く、今は一人で別居して離婚寸前の状況にあり、澁の友人が経営する洋裁店で働いている[15][8]。

### 周辺人物
- 菱沼 五郎（ひしぬま ごろう） - 澁の同級生の画家[15]。かつて弓子が恋していた相手[8]。
- ふさちゃん - 澁と20年前に恋愛関係にあった女学生。澁とは遠縁の関係で、戦時中に聯隊に入った彼が縁故を辿って遊びに行ったことがきっかけで知り合った。勤労奉仕中に健康を害して床に臥せるようになり、最後には病死する[16]。澁は彼女と心中する約束をしていたが、それを裏切って一人だけ死なせる形となった[8]。20年後になってこの恋愛が、澁と弓子の夫婦関係に影を落とすこととなる[16]。

## 構成の特徴
本作品は「第一部」「第二部」「間奏曲」「第三部」の内、「間奏曲」以外の各部で、澁が一人称で語る断章と、三人称で会話が中心の断章が交錯する構成となっている。澁の語りでは安見子との出会いとその結末までが時系列順に語られ、三人称の断章では主体が澁と弓子、古賀と安見子、安見子と野々宮、澁とふさちゃん、澁と古賀、弓子と菱沼、といった様々な主体の会話が示される。
福永自身は単行本の函に印刷された「著者の言葉」で、「一人の画家を主人公に、恋愛の幾つかの相を描いて、現代における愛の運命を追求した。バッハの「平均率クラヴィア曲集」に倣い、男と女との愛の「平均率」を、「前奏曲」と「フーガ」とを交錯させる形式によって描き出そうと考えた。」と解説している。また、のちに発表した「「海市」の背景」では、以前から2年に1作ほどの割合で『群像』に発表していた短編群の、みな一人の男と女が鍵括弧を使わない言葉で対話を交しているという方式を長編に用いたらどういうことになるかと考え、次のように考えたと述べている。
稲垣裕子はこの構成について、1968年（昭和43年）はフランス現代文学の新しい小説や、「反小説（アンチロマン）」と呼ばれる「実験小説（ヌーヴォーロマン）」が日本でも浸透しつつある時期であり、福永も1960年（昭和35年）の「書物の心」で「実験小説（ヌーヴォーロマン）」に言及し、関心を寄せていたことを指摘している。
なお、単行本と文庫本及び全集では章立てに異同がある。

## 執筆背景・動機
本作品は新潮社の「純文学書下ろし特別作品」の一冊として刊行されたが、福永によれば当初は、以前から構想していた別の小説『死の島』をこのシリーズから発表する予定であった。ただ構想が進むにつれ『死の島』の予定枚数が増えていく一方であったため別の小説に替えることとし、編集者の「三百枚でいいですよ、三百枚あれば本になる」という言葉から、福永は新たに400枚程度のものを書くことにした。
しかし新たな書き下ろし長編小説の構想は中々まとまらなかったため、1964年（昭和39年）4月、福永は一人で伊豆の子浦（静岡県賀茂郡南伊豆町）へと旅行した。福永はその8年ほど前に子浦から波勝岬へ出ている遊覧船の船長の家に数日間滞在したことがあり、その際の漁村の印象が鮮明であったためだった。再訪した福永は、妻良に1軒のみある宿屋に約4日滞在し、ここでノートを取っていたが、当初の構想は完成形とは大幅に異なる、「伊豆の漁村を舞台にして二人の男と一人の女との悲劇的な愛を描く」というものだった。また、このときに既に蘇軾の「心知所見皆幻影（まことに知る見るところみな幻影なるを）」という一節を含む詩から、以前の作品『廃市』と対になるのが面白いとして、題名を決めていたという。
しかし妻良では、折しも同じ宿屋に滞在していた大学の応援団の、浜辺での応援練習や飲み会の大騒ぎにより、小説の案は一向に進まなかった。そこで別の部落の落居へと移った福永は、落居での海を見下ろす風景が非常に気に入り、ここで「恋愛感情は不在の観念から生じるのではないか」と考えたが、浮かんでくる構想は観念的・抽象的なものばかりで、ここでも「仕事はそっちのけにして散歩ばかりしていた」という。
しかしそれ以降も一向にこの小説は手につかず、翌1965年（昭和40年）の春にようやく書き始め、「それもさんざん手こずった」という。このときに主人公の男を青年から中年にし、小さな子持ちの女の予定だった人物も若い年齢に変更した。その上で二人を、海岸でばったりと出会わせることにした。
福永は同年の暮れまでに約380枚を書いたものの、翌1966年（昭和41年）は『死の島』『風のかたみ』という2本の長編の連載が重なり、更に2月から3月までは胃を悪くして入院することとなったため、『海市』は20枚ほどしか進められずに翌年へ持ち越された。1967年（昭和42年）8月1日から9月10日までに、切羽詰まったところで300枚ほどを書き、最終的に当初よりも大幅に分量の増えた700枚で完成させたが、「短い間にこんなに沢山書いたのは私も初めてである」と福永は述懐している。
刊行に至ったのは、伊豆への旅行から3年後の1968年（昭和43年）初めとなった。福永は出版後、「しばしば見知らぬ読者から、あの舞台になっている左浦というのは何処ですか、地図を探しても見つからないから」という質問を受けたといい、作中の左浦（さうら）は妻良（めら）、友江は子浦、落人（おちうど）は落居であるが、「半分は想像ですから実物を見るとがっかりしますよ、特に蜃気楼の見える岬なんてのはまったくの創作ですからね」と念を押したという。
福永はのちに「海の想い」と題した随筆で「私は海のほとりで生れたわけでも、また育ったわけでもない。しかし自分でも奇妙に思えるほど、海への想いに取り憑かれていて、それが私の文学的発想の大きな部分を占めていることを否むわけにはいかない」と述べ、また長編小説『風土』を構想していた時から「その小説の人間的葛藤の向う側に、いつでも海が、一種の運命のように横たわっていた。そして私はそれ以来、海を人間の生、或いは人間の死の象徴のように見ることで、小説の発想を促されることがしばしばある」としている。
『読売新聞』1968年（昭和43年）3月16日朝刊2頁に掲載された広告は「大増刷出来！」「絶望と希求のあいだに画家と妖精のような女の純粋な愛を描く長編！」とのキャッチコピーを附して『海市』を紹介している。

## 作品評価・研究
同時代評としては、遠藤周作が1968年（昭和43年）1月31日に『東京新聞』夕刊へ寄せた書評で、「情熱の炎に油をそそぐもの」は「死の意識か虚無感であろう」とし、そのために作者は男たちを「生き残った戦中派」、女たちを「情熱を殺す安定生活から狂おしいまでに情熱を求める」存在として設定したとしている。また構成について、「その異なった時間からは、まるで冥府から死の生臭い風が生きている者の世界に吹きこんでくるように死の匂がやってくる」とし、作中でモーツァルトの曲を聴いた澁の「この曲は古典的な緊密さの中に一種ロマンチックな哀愁を含んだものと言われているが」「私はここにも一種のデカダンスの匂を嗅ぎつけていた。それは死に隣り合って、冥府から吹いてくる風に身を任せている感じだった」という言葉を、そのまま『海市』に当てはまるものであると述べている。
中村真一郎は2月1日に『読売新聞』へ寄せた書評で、「これは全く新しい「恋愛小説」である」とし、「ここにあるのは、激しい情熱の燃焼にもかかわらず、相変わらず孤独のままでいる二人の男女の姿である。ということは、この小説は、むしろ「恋愛小説」であるよりも、恋愛というものは、外的情況のいかんにかかわらず不可能である、ということを証明しようとしているのかもしれない」と述べた上で、「それにしても、この小説のなかでは、何とその恋の場面が魅力に満ちていることだろう。（中略）そして一種の音楽的感動にいつまでも身を揺すられるのである」「私たちの近代日本の小説は、かつて、このような知的でユーモアの感覚のあり、同時に官能的で美しい女主人公を持ったことはなかった。これほど汗のにおいのかぐわしい女性を持ったことはなかった。……」と称賛している。
安部公房は2月16日に『サンケイ新聞』に寄せた書評で、「情念の形式によって分類しなおし、ならびかえたような」作品構成によって、「一人数役もの奇妙なドラマを見ているような、不安と苛立ちにおそわれる。愛の鏡にうつしたとたん、登場人物の誰もがおおよそ没個性的な、人形じみた素顔をさらけ出してしまうのだ。人間というやつは、よくよく愛には不向きに出来ているのだと、改めて考えさせられてしまう」「手法とテーマの一致という点では、見事な成功作というべきであろう」「生き物のように動く時間の発見が素晴らしい」と評価している。一方で結末には多少の疑問を感じたとし、「せっかく登場人物の各人に、（中略）ばらばらの時計を持たせてやったのに、なぜ最後でそれらの時計を修正し、同調させてやる必要があったのか」「読者に対して、いささかサービス過剰のきらいがなかったか」と指摘している。

### 構成について
本作品については、福永が言う「『前奏曲』と『フーガ』とを交錯させる形式」に重点を置いた論考が多く行われ、音楽的に読み解こうとする試みが重ねられてきた。一方で西田一豊は、福永が発表当時に記した「著者の言葉」に多大に影響された研究状況がある一方、福永自身はその後、この解説の影響を払拭しようとした形跡があるとし、その後書いた「『海市』の背景」では「バッハ」の記述が消えたことや、『福永武彦全作品』の序では「この小説の主題や方法についてはもうあまり書きたくない」と述べていることを挙げ、更に「『海市』の背景」で述べているように、福永が最終的に「音楽的主題」として扱ったのは『海市』と読者との「共鳴音」という「音楽的」関係であり、作品そのものを「音楽的」に解読しようとする研究者の言説とは齟齬が生じていると述べている。
「彼」や「彼女」が主体である断章については、先行研究でも主体が誰であるのかに見解の相違が存在する。湯川久光は第十二章と第十八章の「彼女」が主体の断章のみが弓子の視点であると考察しているが、稲垣裕子は一人称が「わたし」の場合は弓子、「あたし」の場合は安見子であると述べ、弓子の視点は他にもあると述べている。その例として、第七章三節の「彼」が「彼女」とボートに乗っている場面の断章は、湯川は澁と安見子、栗山嘉章は古賀と弓子としているが、稲垣は一人称が「わたし」であること、「わたし＝弓子」が生涯愛し続ける相手が古賀であるはずがないとして、これは菱沼と弓子であるとしている。そして、このように細かな代名詞の使い分けにまで留意し、作品世界への深い理解を要求する手法が、福永も関心を寄せた「実験小説（ヌーヴォーロマン）」の手法であるとしている。
倉西聡は「フーガ」は幾つかの声部（独立した旋律）の模倣技術によって成立するものであることから、人物が次々に入れ替わる三人称の断章が「フーガ」、一人称の断章が「前奏曲」であると考えられるとした上で、福永の「そのような断章がたくさんあるとすれば、さまざまの人間関係がそこに描き出され、断章がお互いに響き合うような効果を出せるだろう」との言葉を引用して、読者に音楽的な感覚が生じるように意図されているとする一方で、「前奏曲」に当たる一人称の断章は澁か安見子からの視点が殆どを占め、「さまざまの人間関係」を描き出す効果から考えると問題があること、「フーガ」に当たる三人称の断章の独立性が弱く、「前奏曲」の補足となってしまっていることを挙げて、音楽的効果は稀薄で、「フーガ」同士の横の繋がりよりも寧ろ、「前奏曲」と共に読者を引っ張っていく要素となっている部分があることを指摘している。
倉橋由美子は『海市』を「いくらでもあるようで実はめったにない本物の恋愛小説で、恋愛小説といえばまずこの『海市』が頭に浮かびます」と述べた上で構成に言及し、数々の断章について「それを読み進むのは海中の都市の複雑な街路をたどっていくのに似ていますが、最後まで来た時、不意に目の前が開け、すべての断片が立ち上がって宙に並び、愛と死の物語全体が海上に浮かぶ都市となってその姿をあらわすのです。こうして蜃気楼を見る瞬間の戦慄、それが恋愛小説『海市』のすべてです」と称賛している。
月村敏行は、「いったい、福永は何故、主人公をめぐって四十歳における愛の時間、二十歳における愛の時間、その妻との家庭にあった時間という、いわば三重の時間の併列進行という方法を採用したのであろうか」とし、澁の「こういう可愛い女性もいるものかと私は思った」という独白を、40歳にしては余りに「記憶の堆積」を感じさせない俗な言葉であると述べた上で、『海市』はこの構成により「言葉が犠牲」にされており、その原因として「四十歳の愛が四十年の生の堆積を担う言葉で飾られるとすれば、二十歳の愛を別義的な併列進行として描く余地はなくなってしまう。記憶の堆積を含んだ四十歳の愛は、当然二十歳の愛を記憶として抱えこまねばならぬからである」と指摘している。そして「戦中派論議や愛をめぐる論議がいたるところ出てくるが、それは言葉の弱体化に見合っていかにもうすっぺらなものであった」とも批判している。
小島信夫と佐々木基一による『海市』を巡る対談では、佐々木は構成について、家庭生活と恋愛を全て現在のものとして対照させようとしたのではないかとし「そういう方法はぼくは非常におもしろいと思ったのです」と述べつつも、「ところがしまいになって子供の病気なんかが出てきたり、あんまり因果律が入ってき過ぎる。そうすると初めのほうで挿入されている家庭生活の場面がみんな過去の話であるというふうになっちゃう」とし、そのように時系列をはっきりさせると「作者がねらっているような蜃気楼的な世界はおのずからくずれてくることになると思うので、あんまりああいう因果関係を出さないほうがよかったという気がするんですよ」「子供が病気になって病院に行っている彼が、同時に片方では女と会っている、魂が遊離して幽霊みたいに行っちゃう、そういうふうにしたほうがいいと思った」と述べている。また小島も「なかなか効果的です。奥行きがあっておもしろかった」と評価しつつ、「主人公を「彼」と「私」の二つに分けて書くことによって、小説的時間と空間、内面的な視点と客観的な視点があったわけですが、最後のところで日常的な時間と空間になってしまった」と述べている。
水谷昭夫は、冒頭の澁の語りと同じ光景が、最後に「彼女」という三人称で現れた安見子の視点から再び描かれたことを「前奏曲に美しい応答を保っている」とし、『海市』が「小説的現在ともいうべきものの終る所から」始まっていることで、「「時間」はこの時、過去から現在を通じて未来へと流れて行く枠組から解き放たれて、我々を自らの存在の深みにまで導き、その内的に重層する光景を鮮かに開示する事を可能ならしめるものとなるのである」としている。そして、この手法で読者が導かれる「虚しくうら悲しい孤独な暗さ」の中で、「著者は、音楽の形式や効果に似せて、絃楽器の触れ合う微妙な旋律や和声が、ものうげに共鳴し合う様に、光景や人々の交す言葉を描いて行く。（中略）たとえば空襲警報のサイレンの中であえぐ様に言った少女の声である。恥らう「ふさちゃん」を背負って、防空壕のある方へ歩いて行く青年の耳もとに口をつけて言うこの光景は、限りなく甘美で悲痛な吐息となって、作品の主題を支え、全篇に響きわたっていくのである」と称賛している。

### 澁の愛と裏切り
澁には戦時中、「ふさちゃん」という少女と共に死ぬ約束をして裏切った過去がある。中條宏は上記の水谷が指摘した、澁に背負われたふさちゃんの「限りなく甘美で悲痛な吐息」の節を引用し、安見子を愛する現在の澁に今なお確かなものは「その時の甘美な、しかし真摯な思いを捨て、尚自分だけが生きて現在在るという意識である。死を前提として生きてしまった彼は、それ故、安見子との愛に性急なまでに貪欲になるといえよう。つまり彼が安見子に魅かれるのは、（中略）「この女もまた死を目指して歩いている」のだという共感に他ならないのである」としている。
最後、澁は子供の手術のために安見子との約束を破り、死を決意した彼女が電話で別れの言葉を告げてきた際も、自らの卑怯さを悟り、一途に燃える愛情を吐露しつつ、実際の返答は「安見さん、とにかく明日行くから」というものであった。これに対して首藤基澄は「渋には、安見子の強固な死の意志に対応する行動が全くなく、横溢しているのは愛への憧憬である。渋は行動に対しては、驚くほど鈍感で、現実への適応性を欠いているといわねばならない」と評している。そして福永は「いかに愛するか」を粘り強く追及しているのではなく、「いかに愛するかではなく、いかに愛のおもいを語るか」が眼目になっているとしている。一方で、子供の手術と聞いて澁を優しく許した安見子については、「日常生活への心配りをしたうえで、愛に殉じようとしており、内部生活だけで自足することのない彼女の行動には、潔い現実感がある」「彼女は愛しすぎた女として、自らに死を科したのである」と述べている。大河内昭爾も「夫に渋太吉への愛をうちあけた安見子から、はじめて必死の誘いの電話がかかってきたとき、「私」に息子の急病を理由に（中略）いかにも間のびした応答をさせているのにはだれしもつまづくだろう。それを計算づくの小説にしてはおかしいとみるか、あるいはこの主人公がかつて死の床にあった初恋の少女から逃げたように、無意識に死を避けようとした男の本性を自然に表現したもの（中略）とうけとるか否かは微妙な岐路である」としている。また、中條宏は、澁は安見子の元へ行けば二人で死ぬことになると「或る予感のようなもの」として知っていながらも、それが殆ど「無意識」であることを口実にして約束を破り、結局「幻影」から「日常」へ回帰していったと指摘している。そして作者が開示しているのは、「「現代」に於て、「現実」に懊悩しながら、「幻影」と「日常」の狭間に生きることを余儀なくされた人間の実相である」としている。
水谷昭夫は、『海市』で問われているのは、「かつて苛酷な情況の中で、一人の愛する女性を見捨てた主人公が、この自由な時代の中で、愛はつまり、幻なのかということなのである」と述べ、作品の主題は主人公（澁）の、内なるものへの戦いであると述べている。そして、「「初めの愛」を離れた魂と、この論理と、それをささえた「死」の暗さを超えるもの」を澁は探し求めていたが、安見子はその愛の本性と破滅（自己目的化した愛と美）と、その中にある奈落の孤独と死の影を見抜いて自らの命を絶ったとしている。
栗山嘉章は、「私はこの話を、私が蜃気楼を見に行ったところからはじめたいと思う。」という冒頭文について、この文章を書いている「私」はどの時点での澁なのか、「この話」の終点はどこであるのかと疑問を呈し、岬へ行った安見子の死を示す最後の一文「そしてその一瞬一瞬に於て、彼女もまた近づいて行きつつあった、運命の定めた偶然の方へ、或いは彼女の死の方へ。」だけが突出していると指摘している。また、『風土』の桂昌三、『忘却の河』の藤代、『告別』の「私」を例に「福永の中・長編小説の主人公は、生死が関わるほどの決定的な場面で裏切りをする」「福永の小説の主人公が裏切りを重ねることは、本当の姿の開示であり、自己を自己足らしめるためといえるだろう」とし、冒頭の一文は渋による裏切りの回帰を鮮明に表したものであるとしている。

### 安見子の造型
安見子については小学生時代、雨の中で子猫を拾ったという挿話が語られる以外に、その詳細な過去は作中で語られておらず、謎めいた存在となっている。佐々木基一は「女の方が画家を愛する理由はまったくわからない。ということはこの小説がもっぱら画家の眼を通した彼女の姿しか描いていないからである。いいかえれば、画家の恋愛相手の女性は画家の記憶にたたみこまれた心象にほかならないということである」と指摘している。
子猫の挿話は、登校中に上級生に足蹴にされていた捨て猫を学校へと連れて行き、下駄箱に入れてお菜をやったりするが、放課後に確認すると子猫は首を垂れて死んでおり、安見子は「何か不意に無駄なことをしているような気がした。このいつやむとも知れない雨も、お弁当のお菜を食べられなかった子猫も、重たいランドセルを背負っている自分も、みんな無駄なような気がした。」と思うというもので、中條宏は「安見子の現在の絶望の根源を、些事ではあるがこの一場面は見事に描き得ている」とし、「死」が自身の示した精一杯の優しさを奪い去って行ってしまったことで、やがて「わたしは駄目なのよ」という思いを抱くに至っていくとしている。
小島信夫と佐々木基一による『海市』を巡る対談では、小島は安見子について「最後まで読むと、最初からかなりそのつもりで南伊豆に現われたことがわかって、渋とああいうことになるのも不思議じゃないんだけど、はじめ、かなり超越的な気持でいたのが、だんだん深まってそうはいかなくなってくるということなどは、わりあいうまく書いてありますよ」と述べ、佐々木は「画家に比べて安見子という女性が小さい。全部画家の意識乃至憧憬のワクの中にとじ込められている。安見子が画家の情熱や生活をめちゃくちゃにぶちこわすくらいの力をだんだん発揮していく。つまり怪物になるか、聖母になるか、そうなると非常におもしろい」と指摘している。
西田一豊は、安見子が最後に澁へ電話を掛けてきた際に、「不断の彼女の声」とは異なる別人に変化し、澁の呼びかけにも応答しないこと、更に安見子が見たという夢の話の「あたしの見下しているところは、街だったり、海だったり、野原だったりする。（中略）あたしの身体はそのうちに宙に舞い上って、もっと遠くの方からこの地球を見ているんだけど、それがあっというまに真二つに裂けて、地球の上のあらゆるものが空中に飛び散ってしまう」という言葉から、安見子は「天女」であることが示されているとし、左浦で澁と初めて会った際、「頭に巻いたスカーフのあまりが風のために鳥の翼のように頭のうしろで羽ばたいていた」という描写も、「異界から降り立った天女の姿の象徴ではないだろうか」としている。そして、澁の前から消えて左浦へと行った安見子は、ここで異界帰りを果たしたのではないかと考察している。稲垣裕子は西田によるこの「天人女房説話」説を受けて、天女が羽衣を地上の男に奪われてその妻となる異類婚姻譚は破局に終わるのが原則であるとし、安見子が入浴している際の「そのうちに悪魔がこっそり耳打ちしたので、私は立ち上って足音を盗みながら彼女の脱いだものを纏めて持ってきてしまった。（中略）「あら、あたしの着るもの？」と安見子が叫んだ。」という場面を引用して、「この部分で渋は天人女房説話の登場人物を演じているのである」としている。一方で安見子が次第に説話の枠組みから外れ、「自分を抑えて、あなたをたくさん好きにならないように、一生懸命にやってみたんです。でも駄目でした。あたし、もうどうにもならなくなってしまったんです」と言うことから、仕方なく男と暮らす天女ではなく、男を自ら愛し行動する女となっていることを指摘している。

## 書誌情報

### 刊行本
- 『海市』〈純文学書下ろし特別作品〉（新潮社、1968年1月15日）
  - 装幀：岡鹿之助。四六判、クロス装、カバー付き、函入り。本文402頁。函に「著者の言葉」と推薦文（川端康成・伊藤整・平野謙）を刷り込み。また、非売品として総皮装の特装版4部（番号なし）が存在[47]。
- 文庫版『海市』〈新潮文庫〉（新潮社、1981年10月）
  - カバー装画：ニコラ・ド・スタール。解説：豊崎光一。本文420頁[47]。2002年に電子書籍化。
- 『海市』〈P+D BOOKS〉（小学館、2016年6月）
  - 装幀：おおうちおさむ（ナノナノグラフィックス）。解説：池澤夏樹[注 10]。B6判、ペーパーバック。電子書籍あり。

### 全集収録
- 『新潮日本文学49 福永武彦集』（新潮社、1970年）
  - 収録作品：「草の花」「忘却の河」「海市」「廃市」
- 『福永武彦全小説 第八巻』（新潮社、1974年）
  - 収録作品：「海市」
- 『新潮現代文学31』（新潮社、1980年1月）
  - 収録作品：「忘却の河」「海市」
- 『福永武彦全集 第八巻』（新潮社、1987年12月）
  - 収録作品：「海市」
- 『福永武彦 電子全集14』（小学館、2019年11月）- 電子出版
  - 収録作品：「海市」「傳説」「邯鄲」「風雪」「あなたの最も好きな場所」「湖上」「大空の眼」